# ジャイラ・バーンズ
ジャイラ・バーンズ（Jaira Burns、1997年1月14日 - ）は、アメリカ合衆国のシンガーソングライター。彼女はYouTubeにカバー曲を投稿して音楽活動を始めた。バーンズは、2017年のカイリー・ジェンナーが主演を務め、ビーツ・エレクトロニクスとバルマンが共同で開発したヘッドフォンのコマーシャルで使われたシングル曲「Ugly」でデビューした。彼女はその数か月後に「Burn Slow」をリリースしたが、この曲は2018年の7月に発売された初のEP盤のタイトル曲となった。